# Нарышкина, Елена Александровна
Еле́на Алекса́ндровна Нары́шкина, в первом браке — княгиня Суворова, во втором браке — княгиня Голицына (1785 — 3 (15) декабря 1855) — светская красавица начала XIX века, фрейлина русского императорского двора. Дочь А. Л. Нарышкина и Марии Сенявиной, внучка адмирала А. Н. Сенявина, сестра Л. А. и К. А. Нарышкиных; невестка генералиссимуса А. В. Суворова, двоюродная сестра графа
М. С. Воронцова.

## Биография
Старшая дочь одного из остроумнейших людей своего времени обер-камергера Александра Львовича Нарышкина и статс-дамы Марии Алексеевны Сенявиной, любимой фрейлины Екатерины II. Родители её были близкими людьми при Дворе и пользовались одинаково расположением императором Павла I и Александра I. Последний даже называл А. Л. Нарышкина кузеном.
Нарышкины дали дочери хорошее домашнее образование, кроме общеобразовательных наук, Елена Александровна изучала музыку и была наделена от природы красивым по тембру голосом. Совсем юной она была взята ко двору и сделана фрейлиной. Её родители вели шумный, расточительный образ жизни. Двери их особняка на Английской наб., д.10, были всегда открыты для балов и приемов, где Елена блистала своей уникальной красотой.
Семья Нарышкиных была очень дружна с великим полководцем А. В. Суворовым, поэтому его сын Аркадий был своим человеком в их доме. Высокий и стройный белокурый красавец, обладавший звучным голосом и громадной физической силой без труда покорил сердце юной Елены. Но он был помолвлен с богатой герцогиней Вильгельминой Саганской и хотя молодые люди не питали друг к другу никаких чувств, их брака очень желали их родители. С кончиной генералиссимуса этот брак расстроился. Аркадий Суворов стал обладателем большого состояния и был свободен в выборе.

### Первый брак

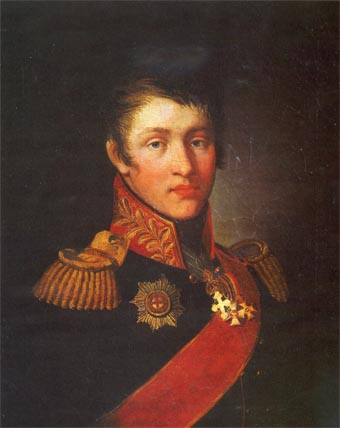
Аркадий Суворов

15 июля 1800 года в Петербурге 15-летний князь Аркадий Суворов стал мужем 14-летней Елены Нарышкиной. Брак этот был, однако, непродолжителен, и едва ли супруги нашли в нём счастье. Одаренный от природы большими способностями и лучшими качествами ума и сердца, сын великого Суворова, подобно отцу, имел много странностей и не был создан для семейной и домашней жизни. Дому и молодой жене он предпочитал рысканье по полям с собаками, холостые компании, среди которой «Бижу» (как звали Суворова в свете) предавался разгулу, играм в карты и необузданному вранью. Всё это отвлекало его от дома, где жена скучала одна и принимала ухаживания многочисленных поклонников.

В доме Елены Александровны были своими людьми трое неразлучных друзей — двоюродный брат хозяйки граф М. С. Воронцов, сатирический поэт, некрасивый, но умный Сергей Марин, мягкий и сентиментальный полковник Дмитрий Васильевич Арсеньев. Все трое питали к Елене Александровне нежные чувства. Поведение Суворова очень удивляло Марина и он во всем винил супруга:
…Которого не худо бы прогнать шпицрутенами: как можно променять жену на похабную псовую охоту,
 а любуясь её маленькой дочкой Мими (Мария), поэт писал: 
Как она стала мила, и я думаю, что она, если это возможно, будет так же умна и любезна, как её мать, хотя  это божество  имеет в себе всё, что ветреность и кокетство имеет опасного!

За ту же неискренность и легкомыслие Елены Александровны охладел позднее к ней и её кузен Воронцов, употреблявший все усилия, чтобы спасти от погибельной страсти своего друга Арсеньева, выставляя ему на вид все недостатки прелестной княгини. В 1804 году неудачное увлечение княгиней Суворовой заставило Арсеньева бежать от любви в армию на о. Корфу, а в 1805 году в Италию. Граф М. С. Воронцов писал ему из Петербурга:
Не могу описать тебе, сколько я огорчен твоим состоянием и тем больше, что непосредственная виновница оного есть моя двоюродная сестра, которую я всегда любил, как душу свою. Совершенно разлюбить её я не могу, но и на прежней ноге с нею остаться мне невозможно, и никогда уже между нами не будет той откровенности, которая прежде существовала. Слава Богу, по последним твоим письмам мы можем надеяться, что ты совершенно превозмог страсть, которая тебя терзала. Клянусь тебе, хоть мне и больно в этом признаваться, что предмет оной совершенно не заслуживает, чтоб ты ею занимался. Она совершенно избаловалась. На место безпритворной натуры, которая была в ней так любезна, теперь всё кокетство — и притворство. Со мною она очень смирна и, кажется, немного меня боится; но с другими её узнать нельзя. Теперь выпускает все свои стрелы на Константина Бенкендорфа.
Презирай её, она то заслуживает — но будь сим доволен и не обнаруживай другим её пороков, ежели не для неё, то для меня…
В апреле 1811 года во время русско-турецкой войны 26-летний Аркадий Суворов погиб при переправе через Рымник, ту самую реку, на берегах которой его отец одержал одну из своих блестящих побед. В тот год Рымник значительно разлился и, переходящие его вброд солдаты сильно рисковали. По одной версии, молодой Суворов предлагал переждать разлив, но после заверений кучера о том, что тот знает здесь каждый камешек, приказал трогать. Где-то посреди реки экипаж пошатнулся, завалился на бок и перевернулся вверх колёсами. Судя по всему, Аркадию Александровичу удалось покинуть крытую повозку, после чего он был подмят лошадьми. По другой версии, переправляясь через реку, Суворов увидел, как течение уносит раненного солдата, бросился в воду, вытолкнул того на поверхность, а сам утонул в водовороте.

Знакомые и друзья глубоко сочувствовали семье Суворова. Закревский А. А. писал М. С. Воронцову 22 апреля 1811 года: 
…Какая мудреная жизнь была у Суворова! Вот до чего довела молодость и скорость.
Булгаков А. Я. в мае 1811 года писал брату в Бухарест: 
Всякий раз, как ты графа вспоминаешь, сердце моё кровоточит. Ты еще не знаешь, что уже нет его, молодого героя, опоры отечества своего. Тут до сих пор все безутешны. Император написал матери душераздирающее письмо, кое будет вечным памятником любви его к покойному.

## Вдовство

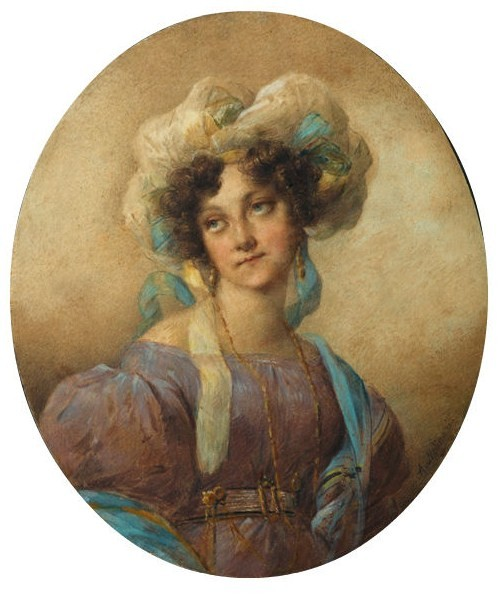
Елена Александровна

Оставшись вдовой в 25 лет, княгиня Суворова скоро уехала за границу. Там она провела довольно продолжительное время, лишь изредка и ненадолго возвращаясь в Россию, так как слабое здоровье её требовало пребывания в теплом климате.

1814-й год застал Елену Александровну в Вене, где отец её состоял при императрице Елизавете Алексеевне во время Венского конгресса. На блестящих балах и празднествах, которыми сопровождался этот небывалый съезд императоров, королей и принцев всей Европы, княгиня Суворова, благодаря своей красоте и любезности, привлекала общее внимание и занимала видное место между красавцами венского двора и высшей европейской аристократии. Один из современников писал о ней: 
…Она соединяла в себе с замечательной красотой природную живость ума и обаяние  нежной и возвышенной души.
Как в европейских столицах, так и на водах в Германии, где она проводила летние месяцы, Елена Александровна вела светскую жизнь и имела много друзей и поклонников. Ум, образованность, красота, выдающиеся музыкальные способности и прекрасный голос привлекали к ней сердца.
Во время нахождения Елены Александровны в Риме в 1815—1816 гг. знаменитый уже тогда Россини, вхожий в её дом, пожелал написать кантату в день её именин или рождения с помещением в кантату какого-нибудь русского мотива, для чего он обратился к Джулиани. Джулиани вспомнил напев « Ах, зачем было огород городить, ах, на что было капусту садить», и мотив этот до того понравился Россини, что, поместив его в свою кантату, он повторил его в сочиняемой им тогда опере «Севильский цирюльник», в финале 2-го действия.

## Второй брак

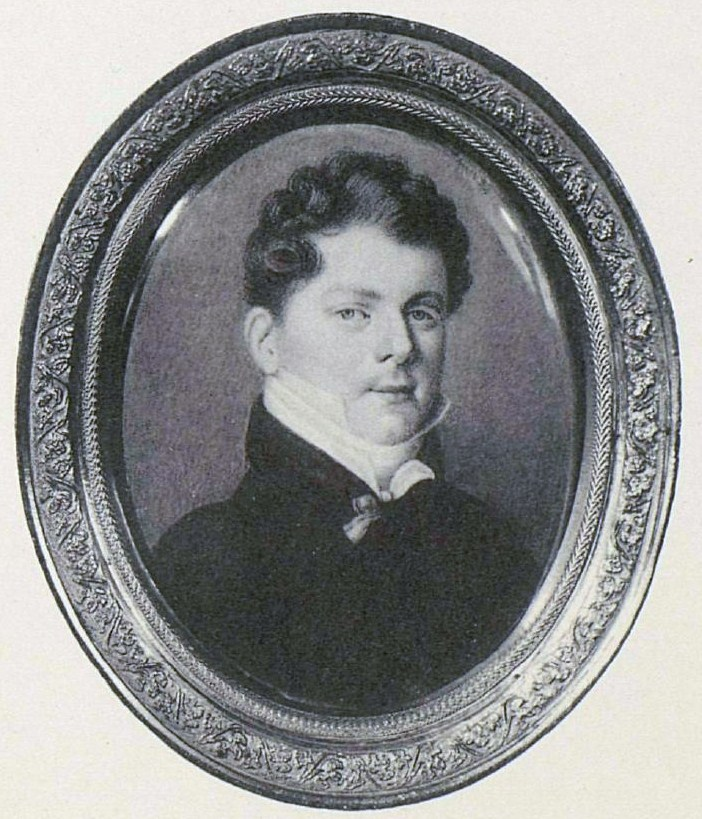
Василий Сергеевич Голицын

В течение двенадцатилетнего вдовства Елена Александровна имела немало возможностей снова выйти замуж, но решила посвятить себя воспитанию четверых детей. И только когда дети выросли, а старшая дочь была замужем, она решила вступить в новый брак.

Проведя лето 1823 года в Бадене, Елена Александровна получила предложение руки и сердца. Её избранником стал 30-летний князь Василий Сергеевич Голицын, действительный статский советник и камергер. Их свадьба состоялась в Берлине и в обществе вызвала много пересудов. А. Я. Булгаков в январе 1824 года сообщал своему брату: 
Свадьба Суворовой и здесь всех удивляет. Оба с ума спятили. А кто знает, может  быть и примерные будут супруги. Это век вещей необыкновенных.
Выйдя замуж за Голицына, Елена Александровна большую часть времени проводила на юге России, в Одессе и Симферополе и в крымском имении мужа «Василь—Сарай» , наслаждаясь тихим домашним счастьем.

Время от времени она наезжала в Петербург, так 8 февраля 1833 года, описывая бал у Сенявиных, Долли Фикельмон, записала в своём дневнике: 
Здесь появилась некогда прославленная красавица княгиня Элен Суворова, которая после очень бурной, очень весело проведённой молодости и очень шумной славы в обществе, несколько лет назад повторно вышла замуж, став женой князя Базиля Голицына, и продвигается к счастливой и спокойной старости. Её история, подобная многим другим, лишний раз доказывает, что не все заблудшие овцы возвращаются  в овчарню тернистыми тропами. Среди них есть и такие, для которых тропинка с розами надежнее!
Желание нравиться и прельщать долго не покидало Елену Александровну и послужило предметом меткого замечания князя П. А. Вяземского о «её подведенных ресницах и двух дюжинах парижских зубов». Она была другом Жуковского, который любил слушать её пение, и состояла в постоянной переписке с слепцом-поэтом И. И. Козловым.
До самых последних дней жизни, почти потеряв зрение, Елена Александровна сохранила свежесть ума и чарующую приветливость, которая делала её приятной и интересной собеседницей. Скончалась она 3 декабря 1855 года в Одессе, где и похоронена.

## Дети
От первого брака Елена Александровны имела двух сыновей и трех дочерей; от второго же мужа детей не было:
- Мария (26 февраля 1802 — 16 февраля 1870), училась в Смольном институте, фрейлина, адресат стихотворения А. С. Пушкина «Давно о ней воспоминанье…». Была замужем с 1820 года за князем М. М. Голицыным (1793—1856), а впоследствии за М. М. Остолоповым.
- Варвара (16 марта 1803[12] — 22 февраля 1885), в первом браке была замужем за Д. Е. Башмаковым (1792—1836) и имела шесть детей; во втором — за генералом от инфантерии князем А. И. Горчаковым (1776—1855). Злоязычный Ф. Ф. Вигель писал, что «Варвара Аркадьевна, была не хороша и не дурна собою, но скорее последнее; только на тогдашнее петербургское высшее общество, столь пристойное, столь воздержанное в речах, она совсем не походила, любила молоть вздор и делать сплетни; бывало, соврет что-нибудь мужу, тот взбесится, и выйдет у него с кем-нибудь неприятность»[13].
- Александр (5 июля 1804 — 31 января 1882), генерал от инфантерии; был женат с 1830 года на фрейлине Любови Васильевне Ярцевой (Ярцовой; 1811—1867).
- Аглаида (05 ноября 1805[14] — 13 февраля 1806[15]), крещена была своей бабкой М. А. Нарышкиной.
- Константин (10 ноября 1809 — 1877), гофмейстер Высочайшего двора; был женат на Елизавете Алексеевне Хитрово (1822—1859), дочери сенатора А. З. Хитрово.

## Портреты
Выделяясь красотой, Елена Александровна часто привлекала внимание художников.
- Боровиковский В. Л. писал её дважды. В начале 1790-х годов, когда ей было лет шесть-семь и в 1799 году.
- Среди её изображений выделяется портрет Ж.-Л. Монье, с 1802 года проживавшего в Петербурге, на котором он запечатлел свою модель античной богиней.
- В 1810 году её писал Дюбуа, по заказу М. А. Нарышкиной, по отзыву А. Х. Бенкендорфа этот портрет — «верх совершенства по сходству и по работе».